# Unterossenbach
Unterossenbach ist ein Wohnplatz in der Gemeinde Kürten im Rheinisch-Bergischen Kreis.

## Lage und Beschreibung
Der Ort liegt östlich der Bundesstraße 506 bei Oberossenbach und Eisenkaul.

## Geschichte
Ein Ossenbach bei Kürten wurde erstmals im Jahr 1439 als Ossenberg urkundlich erwähnt. Der Appellativ im Ortsnamen geht wie unschwer erkennbar auf einen Berg zurück, das Bestimmungswort Ossen bedeutet „Ochsen“.
Die Topographia Ducatus Montani des Erich Philipp Ploennies aus dem Jahre 1715, Blatt Amt Steinbach, belegt, dass der Ort bereits 1715 als Ort mit mehreren Höfen bestand und als Ossenbach bezeichnet wurde. Aus der Charte des Herzogthums Berg 1789 von Carl Friedrich von Wiebeking geht hervor, dass Unterossenbach zu dieser Zeit Teil der Honschaft Bechen im Kirchspiel Kürten im Landgericht Kürten war.
Unter der französischen Verwaltung zwischen 1806 und 1813 wurde das Amt Steinbach aufgelöst und Unterossenbach wurde politisch der Mairie Kürten im Kanton Wipperfürth  im Arrondissement Elberfeld zugeordnet. 1816 wandelten die Preußen die Mairie zur Bürgermeisterei Kürten im Kreis Wipperfürth.
Unterossenbach gehörte zu dieser Zeit zur Gemeinde Bechen.
Der Ort ist auf der Topographischen Aufnahme der Rheinlande von 1824 als Unter Ossmich und auf der Preußischen Uraufnahme von 1840 als Unter Ossenbach verzeichnet.
Ab der Preußischen Neuaufnahme von 1892 ist er auf Messtischblättern regelmäßig als Unterossenbach verzeichnet.
1822 lebten 61 Menschen im als Hof kategorisierten und Unter-Ossenbach bezeichneten Ort.
1830 hatte der Ort 67 Einwohner.
Der 1845 laut der Uebersicht des Regierungs-Bezirks Cöln als Weiler kategorisierte Ort besaß zu dieser Zeit zehn Wohnhäuser. Zu dieser Zeit lebten 79 Einwohner im Ort, davon alle katholischen Bekenntnisses.
Die Gemeinde- und Gutbezirksstatistik der Rheinprovinz führt Unterossenbach 1871 mit 13 Wohnhäusern und 74 Einwohnern auf.
Im Gemeindelexikon für die Provinz Rheinland von 1888 werden 13 Wohnhäuser mit 60 Einwohnern angegeben.
1895 hatte der Ort elf Wohnhäuser und 62 Einwohner, der Ort wird Unter Ossenbach genannt.
1905 besaß der Ort elf Wohnhäuser und 69 Einwohner und gehörte konfessionell zum katholischen Kirchspiel Bechen.
1927 wurden die Bürgermeisterei Kürten in das Amt Kürten überführt. In der Weimarer Republik wurden 1929 die Ämter Kürten mit den Gemeinden Kürten und Bechen und Olpe mit den Gemeinden Olpe und Wipperfeld zum Amt Kürten zusammengelegt. Der Kreis Wipperfürth ging am 1. Oktober 1932 in den Rheinisch-Bergischen Kreis mit Sitz in Bergisch Gladbach auf.
1975 entstand aufgrund des Köln-Gesetzes die heutige Gemeinde Kürten, zu der neben den Ämtern Kürten, Bechen und Olpe ein Teilgebiet der Stadt Bensberg mit Dürscheid und den umliegenden Gebieten kam.